# Lotte Reiniger

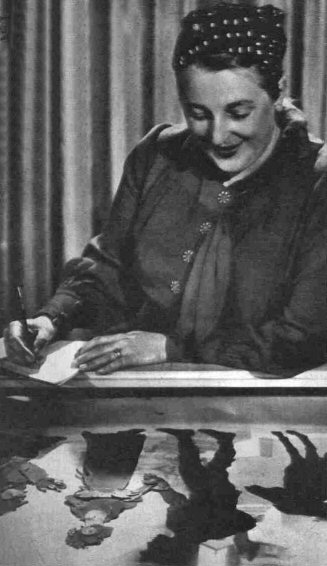
Lotte Reiniger 1939

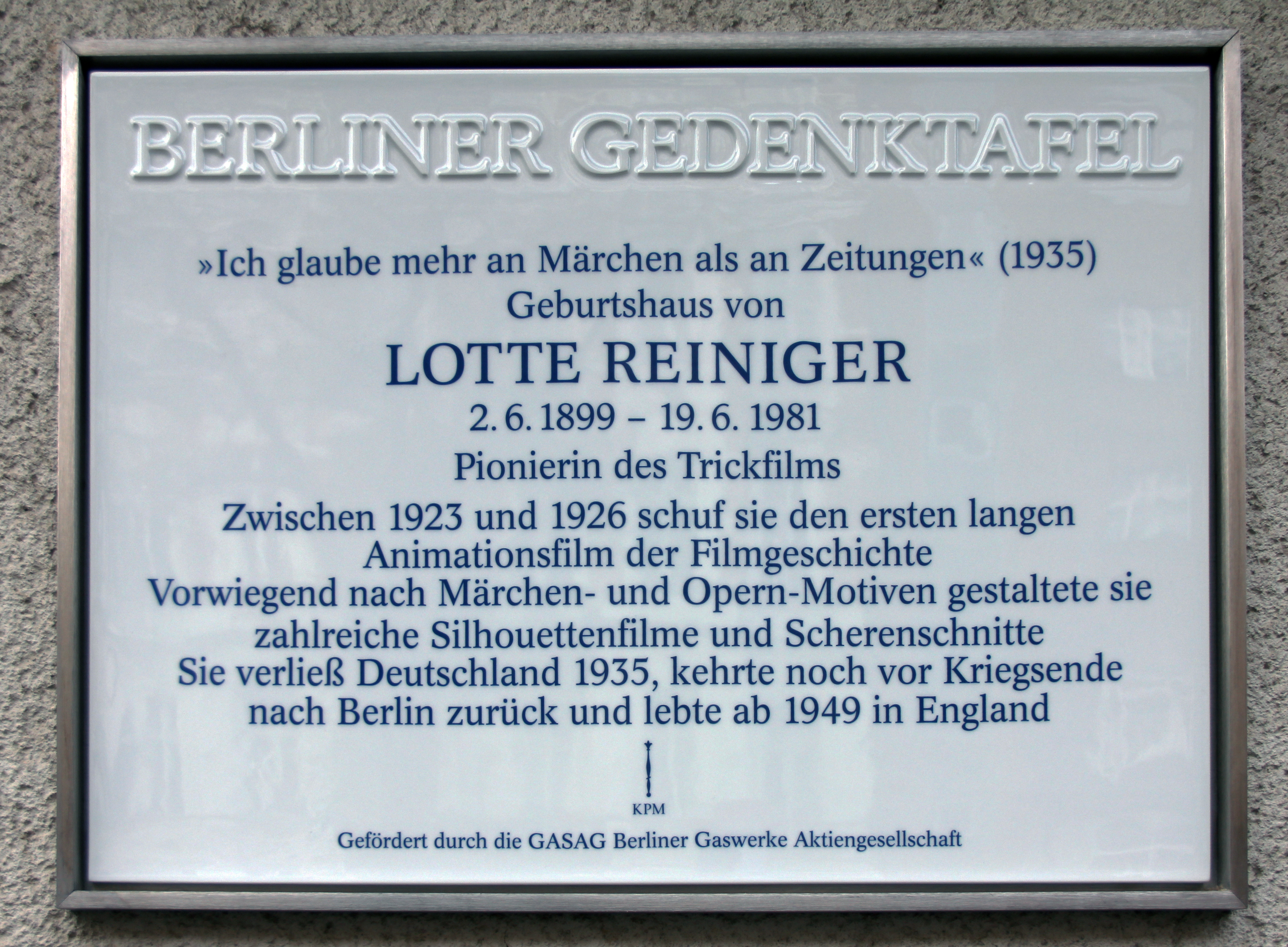
Berliner Gedenktafel am Haus, Knesebeckstraße 11, in Berlin-Charlottenburg

Lotte Reiniger, gebürtig Charlotte Eleonore Elisabeth Reiniger (* 2. Juni 1899 in Charlottenburg bei Berlin; † 19. Juni 1981 in Dettenhausen), war eine deutsche Scherenschnittkünstlerin, Silhouetten-Animationsfilmerin und Buchillustratorin. Ihr Silhouettenfilm Die Abenteuer des Prinzen Achmed von 1926 ist der älteste noch erhaltene abendfüllende Trickfilm.

## Leben
Charlotte Reiniger wuchs in einem bürgerlichen Milieu in Charlottenburg auf. Die chinesische Kunst des Silhouettenpuppenspiels faszinierte sie. Sie fertigte ihr erstes Puppentheater an, dessen Zuschauer ihre Familie und Freunde waren.
Als Jugendliche fand sie die Liebe zum Film. Anfänglich beeindruckten sie Georges Méliès und dessen Spezialeffekte. Dann entdeckte sie die Filme von Paul Wegener (Schauspieler und Regisseur), der sie anregte, am Deutschen Theater in Berlin bei Max Reinhardt Schauspielunterricht zu nehmen. Paul Wegener brachte sie auch an das Institut für Kulturforschung. Dort lernte sie ihren späteren Mann Carl Koch (1892–1963) kennen, den sie am 6. Dezember 1921 heiratete.
Mit Das Ornament des verliebten Herzens entstand schon 1919 ihr erstes Filmwerk.
Ihre Animation mit Silhouetten fotografierte sie auf einem selbstgebauten Tisch. Eine Glasplatte wird von unten beleuchtet, darauf werden die aus schwarzer Pappe geschnittenen und beweglichen Figuren gelegt. Eine oberhalb des Tisches angebrachte Kamera fotografiert die Szene. Die frühen Stummfilme verlangten 16 Aufnahmen je Sekunde.

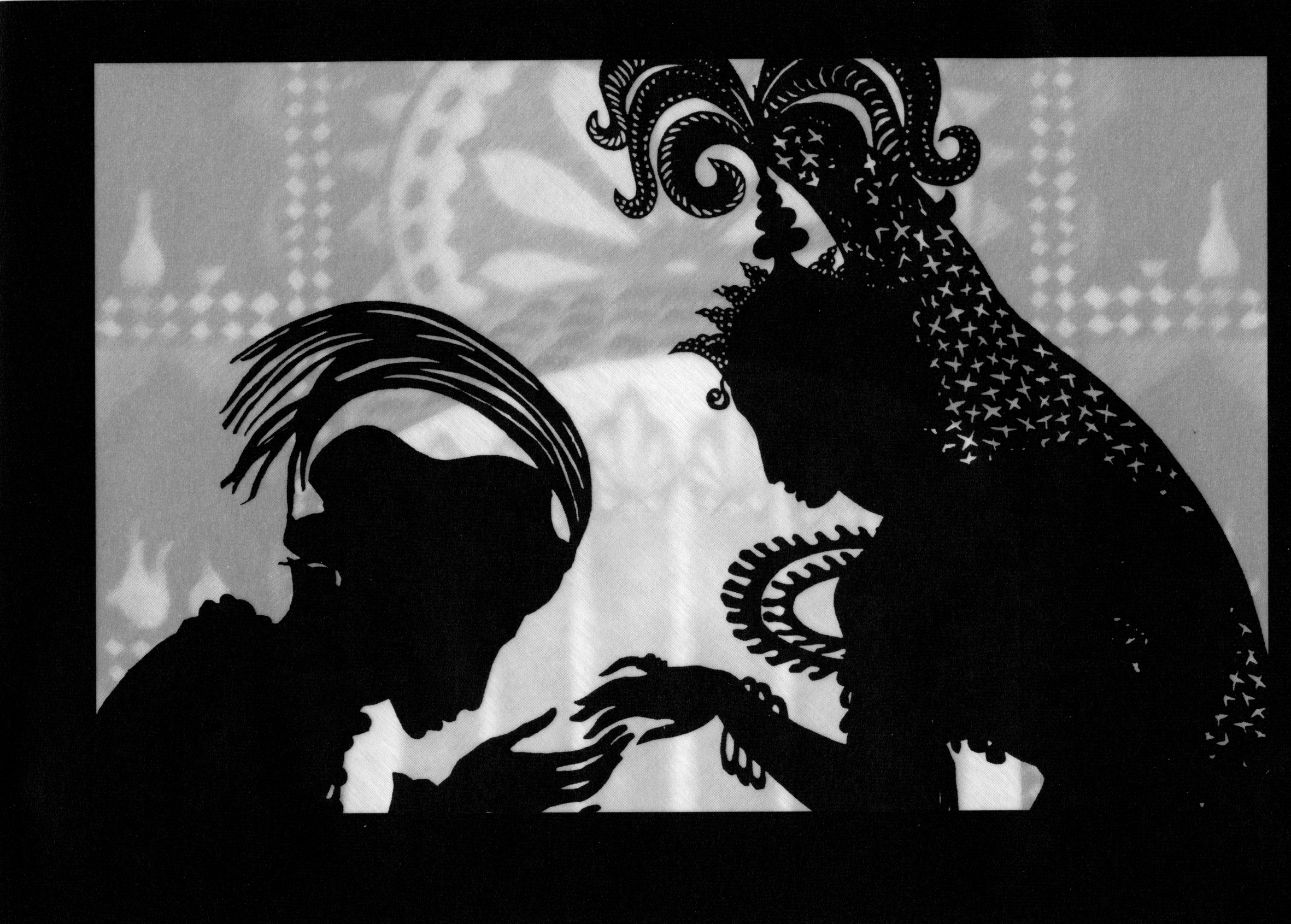
Lotte Reiniger: Episode aus Prinz Achmed

In seinem Film Der verlorene Schatten (1921) baute Paul Wegener Trickfilmteile von Lotte Reiniger ein. Dann kamen Werbefilme für Julius Pinschewer und Märchenverfilmungen wie Aschenputtel (1922) und Der gestiefelte Kater (1934). 1923 begannen Lotte Reiniger, Carl Koch, Walter Ruttmann und Berthold Bartosch mit dem Projekt ihres ersten abendfüllenden Silhouetten-Animationsfilms Die Abenteuer des Prinzen Achmed, der wohl zu ihren bekanntesten Produktionen gehörte. Großzügige finanzielle Unterstützung erfuhren sie von dem jüdischen Bankier Louis Hagen. Nach 300.000 Einzelaufnahmen war der Film 1926 fertiggestellt. All diese frühen Filme waren stark beeinflusst durch die Formensprache des filmischen Expressionismus, von der sie sich in ihren folgenden Filmen zugunsten einer stärker an Romantik und Jugendstil orientierten Ästhetik immer mehr löste. Am nächsten gemeinsamen Film Dr. Doolittle und seine Tiere (1928) arbeiteten als Komponisten Paul Dessau, Kurt Weill und Paul Hindemith mit. Weitere musikalische Filme wie Harlekin (1931), Carmen (1933) und Papageno (1935) folgten.
Zu den Bekannten des Ehepaars Reiniger und Koch gehörte auch das Verleger-Ehepaar Else und Günther Wasmuth. Wasmuth gab ein Buch zum Film Die Abenteuer des Prinzen Ahmed heraus.
In den 1920er-Jahren lernte sie u. a. László Moholy-Nagy, Karl Schmidt-Rottluff, Carl Zuckmayer, Hans Sahl, Fritz Lang und Georg Wilhelm Pabst kennen. Für letzteren stellte sie Trickfilmsequenzen für den Realfilm Don Quichotte (1933) her.
Reiniger war Teil der Literaturszene um Bertolt Brecht, der ein Stück Der Kaffeesackschmeißer mit einer Trickszene plante. Bedingt durch die politischen Veränderungen nach 1933 konnte es nie realisiert werden.
Aufgrund wirtschaftlicher Schwierigkeiten und auch, weil sie mit vielen Juden befreundet waren, entschlossen sich Carl Koch und Lotte Reiniger zu Beginn der Zeit des Nationalsozialismus, Deutschland zu verlassen. 1935 gingen sie zunächst nach London. Da sie keine Daueraufenthaltsgenehmigungen erhielten, reisten sie 1943 weiter, mit Stationen in Paris und Rom. Auch hier hatten sie engen Kontakt zu anderen Künstlern.
Mehrere Kapitel von Hugh Loftings Doktor Dolittle und seine Tiere entstanden auf der Grundlage von Loftings eigenen Zeichnungen. Lotte Reiniger stand mit dem Autor in Kontakt. Nach den drei Kurzfilmen Die Reise nach Afrika, Dr. Dolittle in Gefahr sowie In der Höhle des Löwen konnten aufgrund Geldmangels keine weiteren Arbeiten umgesetzt werden.
Igor Strawinsky erlaubte Lotte Reiniger, ein Stück aus seiner Pulcinella-Suite als musikalischen Hintergrund für einen Silhouettenfilm zu verwenden, und Benjamin Britten schrieb sogar für The Tocher (1936) die Filmmusik. Weitere Kontakte ermöglichten Lotte Reiniger und ihrem Mann die Zusammenarbeit mit Jean Renoir an dem Film La Marseillaise (1937) sowie mit Luchino Visconti.
Zu Weihnachten 1943 kehrte das Ehepaar notgedrungen nach Berlin zurück, um sich der kranken Mutter von Reiniger zu widmen. In den Jahren 1944 bis 1947 entstand der Film Die goldene Gans.
Von 1945 bis 1948 arbeitete Lotte Reiniger für die Berliner Schattenbühne. So entstanden in Zusammenarbeit mit ihrer Freundin Elsbeth Schulz die Märchen Brüderchen und Schwesterchen, Gestiefelter Kater und Dornröschen.
1949 siedelte das Ehepaar nach London in den Vorort New Barnet über. In den folgenden Jahren entstanden Filme für die BBC. Herausragend waren dabei die Verfilmungen von Märchen der Brüder Grimm, Hans Christian Andersen und der Geschichten aus Tausendundeine Nacht in Silhouettentechnik. Für ihren Film Das tapfere Schneiderlein gewann sie auf der Biennale in Venedig 1954 (andere Quellen 1955) den „Silbernen Delphin“ (1. Preis für Kurzfilme). Des Weiteren prägte Lotte Reiniger mit ihren Illustrationen zu einer Neuausgabe der Artus-Saga das englische Lesepublikum. Für Theater in Glasgow und Coventry entstanden zu der Zeit noch Silhouetten-Kurzfilme. 1955 gestaltete sie ihren ersten Silhouettenfilm mit farbigem Hintergrund.
1963 endete die Lebens- und Arbeitspartnerschaft von Lotte Reiniger und Carl Koch durch dessen Tod.
1971 widmete sie ihr Interesse Wolfgang Amadeus Mozart. In einem Zyklus von 140 Scherenschnitten setzte sie Motive und Szenen aus Opern wie Così fan tutte, Don Giovanni, Figaros Hochzeit und Die Zauberflöte (1973) um.
Im Jahr 1979 übersiedelte sie nach Dettenhausen. Nach ihrem Tod am 19. Juni 1981 wurde sie zusammen mit der Urne ihres Mannes auf dem örtlichen Friedhof beigesetzt. Eine Gedenktafel erinnert dort an sie.

## Ehrungen
Reiniger erhielt 1972 das Filmband in Gold für langjähriges und hervorragendes Wirken im deutschen Film und 1979 das Große Bundesverdienstkreuz. 2014 wurde sie mit einem Stern auf dem Boulevard der Stars in Berlin geehrt. An ihrem Geburtshaus in der Knesebeckstraße 11 (Charlottenburg) wurde am 17. November 2014 eine Berliner Gedenktafel enthüllt. Das 2017 entwickelte Grafikformat Lottie wurde nach ihr benannt. 2024 erhielt Lotte Reiniger für ihr Lebenswerk posthum den „Annie Award“, einen bekannten Filmpreis für Animation. Im gleichen Jahr erschien eine Briefmarke zu ihrem 125. Geburtstag.

## Rezeption
Auch in der wissenschaftlichen Rezeption fand Reinigers Werk Beachtung. So postuliert Julia Benner:

„Insbesondere in wissenschaftlichen Veröffentlichungen zur Geschichte des Trickfilms fehlt ihr Name so gut wie nie.“

Zudem zeichnet sie Reinigers Einfluss auf den Trickfilm aus:

„Zu Recht wird Lotte Reiniger (1899–1981) immer wieder als Pionierin des Films bezeichnet, und das nicht nur, weil ihr Silhouettenfilm ‚Die Abenteuer des Prinzen Achmed‘ (1926) der erste noch erhaltene abendfüllende Trickfilm ist. Mit wachen Augen und scharfer Schere erkundete Reiniger die Möglichkeiten des Scherenschnitts und trug mit ihren zahlreichen Arbeiten maßgeblich dazu bei, diesem als künstlerisches Medium Anerkennung zu verschaffen.“

## Werk (Auswahl)
Filme
- 1918: Der Rattenfänger (Titelsilhouetten)
- 1918: Der fremde Fürst
- 1919: Das Ornament des verliebten Herzens (Kurz-Animationsfilm)
- 1920: Der fliegende Koffer (Kurz-Animationsfilm)
- 1921: Der verlorene Schatten (Titelsilhouetten)
- 1922: Aschenputtel (Kurz-Animationsfilm)
- 1926: Die Abenteuer des Prinzen Achmed (Animationsfilm)
- 1928: Doktor Dolittle und seine Tiere (Kurz-Animationsfilm)
- 1930: Die Jagd nach dem Glück
- 1930: Zehn Minuten Mozart (Kurz-Animationsfilm)
- 1931: Harlekin
- 1932: Sissi (Kurz-Animationsfilm)
- 1933: Don Quichotte (Spielfilm)
- 1933: Das rollende Rad (Kurz-Animationsfilm)
- 1933: Carmen
- 1934: Der kleine Schornsteinfeger (Kurz-Animationsfilm)
- 1934: Der Graf von Carabas (Kurz-Animationsfilm)
- 1934: Das gestohlene Herz (Kurz-Animationsfilm)
- 1935: Papageno (Kurz-Animationsfilm)
- 1935: Galathea (Kurz-Animationsfilm)
- 1944–1947: Die goldene Gans (Kurz-Animationsfilm)
- 1953: The Little Chimney Sweep (Kurz-Animationsfilm)
- 1954: Aschenputtel (Kurz-Animationsfilm / 2. Verfilmung)
- 1954: Dornröschen/The Sleeping Beauty (Kurz-Animationsfilm)
- 1954: Der Froschkönig (Kurz-Animationsfilm)
- 1954: Der Heuschreck und die Ameise (Kurz-Animationsfilm)
- 1954: Das tapfere Schneiderlein (Kurz-Animationsfilm)
- 1954: Kalif Storch/Caliph Stork (Kurz-Animationsfilm)
- 1954: Däumelinchen[12]
- 1956: The Star of Bethlehem

Drehbuch
- 1942: Una signora dell’Ovest

Schriften
- Lebende Schatten. Kunst und Technik des Silhouettenfilms. In: Edmund Bucher, Albrecht Kindt (Hrsg.): Film-Photos wie noch nie. Kindt & Bucher Verlag, Gießen 1929, DNB 580858219, S. 45 f. (Ill, S. 114 f.)
- Schattentheater, Schattenpuppen, Schattenfilm. Texte Verlag, Tübingen 1981. 135 S. Mit vielen Abbildungen.

## Nachlass
Ein Teil des Nachlasses von Lotte Reiniger befindet sich im Tübinger Stadtmuseum, das Teile davon ständig im „Lotte-Reiniger-Museum“ ausstellt. Ein anderer Teil des Nachlasses, inklusive Reinigers Tricktisch, befindet sich im Filmmuseum Düsseldorf, wo ein Teil der Dauerausstellung Lotte Reiniger gewidmet ist.